# 축구화

호마의 축구화

축구화(영어: Football boot)는 축구를 할 때 신는 신발이다. 축구와 유사한 스포츠인 풋살을 할 때에는 풋살화를 신기도 한다.

## 역사
19세기 당시 일반 신발을 신거나, 가죽을 겹으로 댄 뽕을 만들어 밑바닥에 댄 축구화를 신었다. 20세기에 들어서자 모양이 바뀌게 된다. 1920년 아디다스의 창업자 아돌프 다슬러가 스포츠화를 최초로 제작하게 된다. 1925년 최초 뽕(스터드) 축구화를 제작하고 1954년에 착탈식 스터드 축구화를 이끌고, 그리고 가장 많은 판매 기록을 만든 코파문디알을 1979년에 만들어 축구화의 발전을 나가게 된다.
현재는 아디다스, 나이키, 엄브로, 퓨마, 미즈노, 뉴발란스, 아식스 등을 비롯한 많은 스포츠 용품 회사들이 선수들에게 영향을 줄 수도 있는 많은 과학적인 요소들을 접목시켜 축구화를 생산한다. 현재축구화는 기술적 혁신과 디자인 측면에서 빠르게 발전하고 있습니다. 몇 가지 주요한 진화 방향은 다음과 같습니다:
경량화와 편안함: 최신 축구화는 더 경량화되고 편안한 디자인을 추구합니다. 경량 소재와 혁신적인 제조 기술을 사용하여 플레이어들이 더 빠르고 자유롭게 움직일 수 있도록 합니다.
프리시전 및 터치 제어: 축구화의 디자인은 터치 제어와 볼 조작을 최적화하는 데 중점을 둡니다. 특히 상위 모델에서는 공을 정밀하게 다룰 수 있도록 한다는 점에서 기술적으로 진보하고 있습니다.
적응형 기술: 일부 최신 모델은 환경에 따라 자동으로 적응하는 기술을 갖추고 있습니다. 예를 들어, 다양한 잔디나 날씨 조건에서 최적의 그립과 트랙션을 제공하기 위해 설계됩니다.
스타일과 개인화: 축구화는 선수들이 스타일에 맞춰 선택할 수 있는 다양한 디자인과 개인화 옵션을 제공합니다. 이는 성능 외적으로도 선수들의 개성을 반영하는 요소로 중요하게 여겨집니다.
지속 가능성: 최근 몇 년간 지속 가능성이 큰 관심사로 떠오르면서, 일부 브랜드는 친환경적 소재와 생산 과정을 도입하여 환경 부담을 줄이는 방향으로 축구화를 발전시키고 있습니다.
이러한 진화는 축구화가 선수들의 성능을 향상시키는 데 중요한 역할을 하며, 기술 혁신과 디자인의 결합을 통해 계속 발전할 것으로 기대됩니다.
민감한 정보를 공유하지 마세요. 채팅을 검토하고 모델을 훈련하는 데 사용할 

## 용도별 종류

### TF
'Turf ground'를 뜻하는 'tf'는 인조잔디용 축구화로 짧고 숨이 죽은 인조잔디에서 쓰인다. 길이가 긴 인조잔디에서는 다소 미끄러움을 느낄 수 있다.

### FG
천연잔디용 ‘Firm ground ‘ 축구화로 제작된 것으로 보통 천연잔디 중에서도 거칠고 짧은 곳에서 쓰인다.

### HG
맨 땅에 사용된다고 알려져 있으나 딱딱한 잔디 구장에서 사용하는 스터드다. 'Hard ground'로 단단한 지면에서의 접지력을 특징으로 가진다. 내구성이 다른 스터드보다 강하다.

### AG
'Artificial ground'라는 뜻으로, 인조잔디용 축구화이다. HG축구화보다 가볍고 인조잔디에서 매우 튼튼하다는 장점이 있다.

### SG
'Soft ground'라는 뜻으로, 주로 금속 소재의 스터드로 천연 잔디구장에 적합하며 습기가 많은 천연잔디구장에서 쓰인다.

### MG
'Multi ground'라는 뜻으로 웬만한 구장에서는 다 쓸 수 있다.

## 브랜드별 시리즈

### 아디다스

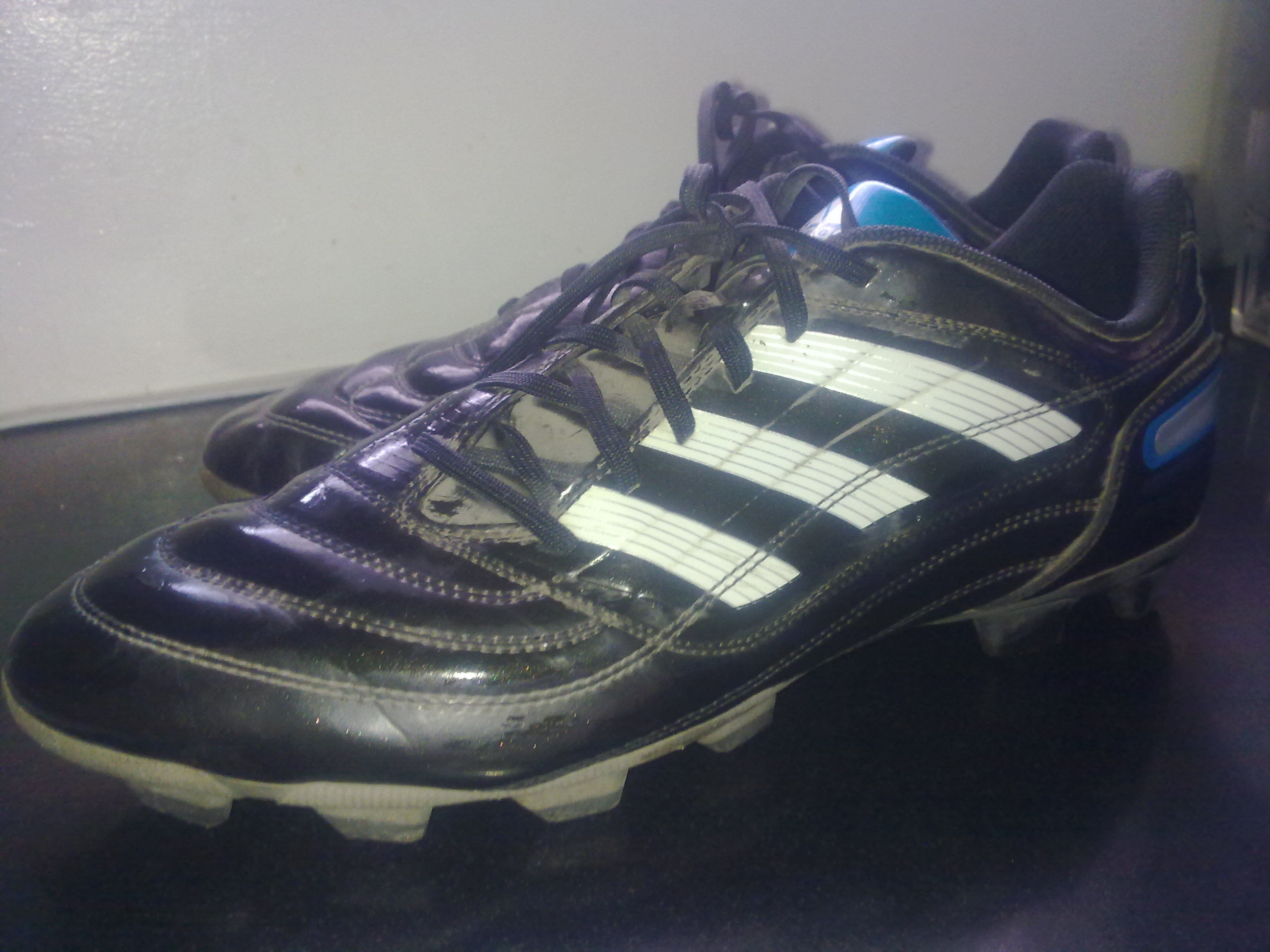
아디다스 프레데터 X 모델의 모습.

- 프레데터(Predator): 파워, 슈팅 위주의 축구화였으나, 최근엔 컨트롤 컨셉으로 나왔다. 슛, 패스, 드리블, 트래핑 등 복합적인 것에 특화되었다. 추가적으로 여기서 리셀존, 아디파워가 파생되어 나왔다. 스티븐 제라드, 지네딘 지단, 데이비드 베컴, 폴 포그바가 착용 하는 축구화로 알려져 있다. 최근에는 어퍼에 고무돌기가 부착되어 출시되었다.

- 네메시스(Nemeziz): 민첩한(agility) 컨셉으로 나온 축구화. 어퍼가 얇고 부드러워 생생한 터치감을 느낄 수 있다. 리오넬 메시, 호베르투 피르미누, 아론 완비사카가 신는 축구화로 유명하다. 한국에서는 이강인과 이승우이 착용하는 축구화로 알려져있다. 2021년에 단종 예정이다.[2]
- 엑스(X): 스피드 축구화라는 이름에 걸맞게 그 무게가 다른 축구화에 비해 가벼운 축구화. 분리형 블레이드 모양 스터이며 약 175그램이다.(엑스 고스티드 + 1족 기준) 매의 발톱을 본떠서 뒤꿈치 쿠션을 만들었고 내장형 힐겁이 있으며 발바닥 쿠션은 분리가 된다. 손흥민(대한민국), 모하메드 살라(이집트), 하메스 로드리게스(콜롬비아), 가브리엘 제수스(브라질), 세르주 그나브리(독일) 등이 착용한다.[2]
- 코파(Copa): 아디다스 전통의 코파 문디알을 계승한 축구화로 캥거루 가죽을 사용해서 착화감에 특히 신경 쓴 축구화. 캥거루 가죽을 사용했음에도 불구하고 경량화까지 성공해서 최근 축구화의 흐름에 따라가는 모습이다. 파울로 디발라, 주앙 펠릭스, 피에르에밀 호이비에르 등이 착용한다.

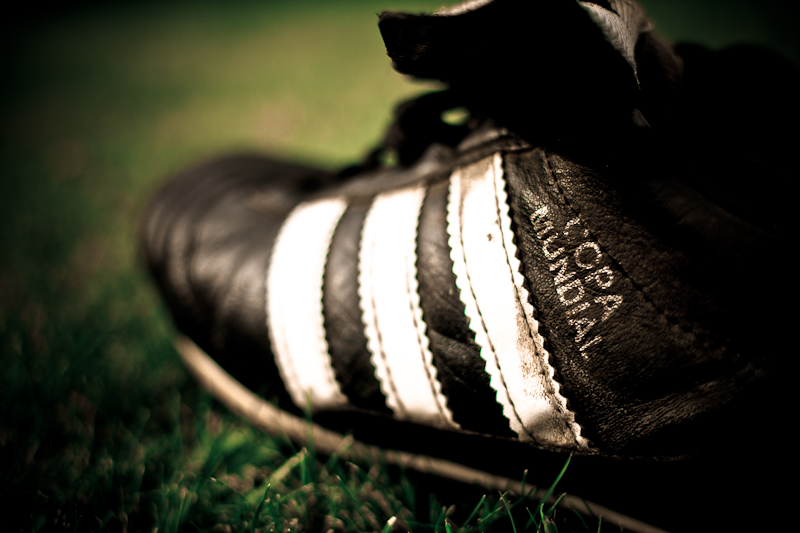
아디다스 코파문디알 모델의 모습.

### 나이키
- 머큐리얼(Mercurial): 세계에서 제일 많은 축구선수들이 신는 축구화다. 블레이드형 스터드(FG스터드)로 된 축구화로 천연잔디에서 접지력이 매우 좋아 잔디를 꽉 움켜쥐는 느낌이 좋다. 아주 가벼운 무게와 매우 얇은 어퍼가 특징이다. 발목칼라가 있는 것은 슈퍼플라이, 없는것은 베이퍼다.
- 팬텀베놈(phantom venom): 팬텀베놈의 이전 모델인 하이퍼베놈은 강한 슈팅을 위한 축구화였다면 팬텀베놈은 정확도를 위한 축구화이다. 발을 매우 잘 잡아주고 생긴 것과 달리 굉장히 편하다. 인사이드에 블레이드존 기능을 포함하였다. 현재는 단종되었다.
- 팬텀비전(Phantom VSN): 마지스타의 단종 이후 탄생한 축구화, 인사이드 부분의 '트라이앵글존'과 신발 끈을 덮은 '고스트레이스' 기능을 포함하였다. 가장 중요한 "쿼드핏 매쉬"가 처음 적용된 축구화로, 편하고 발을 잘 잡아준다. 현재는 단종되었다.
- 티엠포(Tiempo): 천연가죽 축구화이며 캥거루 가죽을 사용하여 제작하기 때문에 터치감이 좋다.(티엠포 레전드 8부터는 쿼드핏 매쉬, 플라이니트 텅 등 많은 소재가 어퍼에 적용되어 터치감이 둔하다.) 또한 발이 편안하고 발을 잘 잡아준다.

### 푸마
- 푸마 원: 얇고 부드러운 천연 캥거루 가죽이 쓰인 축구화. 발을 잘 잡아준다. 세르히오 아구에로, 다비드 실바, 칼리두 쿨리발리가 착용한다.
- 퓨처 넷핏: 끈을 자유자재로 묶을 수 있다는 특별한 컨셉의 축구화. 발의 모양에 맞게 끈을 묶을 수 있다. 루이스 수아레즈, 뱅상 콤파니가 착용한다.
- 푸마 킹: 천연 가죽으로 만들어졌고 1970년대부터 사용한 것으로 알려져 있다. 요한 크루이프 펠레, 에우제비우 등이 착용했다.
- 푸마 울트라: 경량을 컨셉으로 잡은 축구화다. 한 족 당 약 156g이라는 가벼운 무게를 자랑한다. 앙투안 그리즈만, 해리 메과이어 등이 있다.
- 푸마 퓨처Z: 네이마르가 착용한다.

### 뉴발란스
- 비자로: 나이키의 하이퍼 베놈의 벌집어퍼와 유사한 어퍼를 가지고 있어 착용감이 좋고 경량성을 가지고 있는 축구화이다. 아웃솔의 형태 또한 스피드를 살릴 수 있도록 제작되었다. 천연가죽으로 된 제품도 제작된다.
- 퓨론: 아디다스의 아디제로와 같은 경량성에 중점을 둔 축구화로, 비사로와 같이 벌집 형태의 어퍼를 이루고 있다. 나이키의 머큐리얼과 같이 삼각 스터드로 스피드를 살릴 수 있다.

### 아식스
- 리셀: 천연 캥거루 가죽을 사용하여 터치감을 높인 축구화로, 천연잔디, 인조잔디, 맨 땅 모두 사용 가능한 제품이다. 내구성이 좋으며 아시아 브랜드로 발볼이 넓은 아시아인을 고려해 발볼이 넓은 것이 특징이다.

### 엄브로
- 악셀레이터: 캥거루 가죽을 사용하여 터치감을 높인 축구화로, 안정감을 통해 공을 운반하는 미드필더가 주로 사용한다.

### 미즈노
- 모렐리아: 천연가죽을 통해 우수한 착용감과 경량화를 높인 축구화이다. 아시아 브랜드이기 때문에 발볼이 넓다.
- 이그니터스: 슈팅에 특징을 둔 축구화로, 스핀 패널과 무회전 패널을 사용한다. 인사이드에 패드를 추가해 착화감과 내구성을 높였다.

## 브랜드별 대표 선수

### 나이키
나이키 축구화의 대표적인 선수로는 킬리안 음바페, 호날두, 케빈 더브라위너, 로베르트 레반도프스키, 호나우두 등이 있다.

### 아디다스
아디다스 축구화의 대표적인 선수로는 리오넬 메시, 폴 포그바, 파울로 디발라, 손흥민, 데이비드 베컴, 지네딘 지단 등이 있다.

### 푸마
푸마 축구화의 대표적인 선수로는 얀 오블락, 그리즈만, 칼리두 쿨리발리, 세르히오 아구에로, 네이마르, 그리고 루이스 알베르토 수아레스 등이 있다

### 미즈노
미즈노의 대표적인 선수로는 주세종과 히바우두가 있다.

### 뉴발란스
뉴발란스 축구화의 대표적인 선수로는 사디오 마네가 있다.

### 엄브로
엄브로 축구화의 대표적인 선수로는 페페와 이승우가 있다.

### 아식스
아식스 축구화의 대표적인 선수로는 후안 세바스티안 베론, 안드레스 이니에스타가 있다.

### 언더아머
언더아머 축구화의 대표적인 선수로는 트렌트 알렉산더 아놀드가 있다.

### 스케쳐스
스케쳐스의 대표적인 선수로는 해리케인이 있다.